# Karyna Kazloŭskaja
Karyna Jur"eŭna Kazloŭskaja (in bielorusso Карына Юр’еўна Казлоўская?; 18 luglio 2000) è un'arciera bielorussa.

## Palmarès
- Giochi europei

Minsk 2019: argento nella gara a squadre.